# Serin cini
Serinus serinus
Espèce
Statut de conservation UICN

 LC  : Préoccupation mineure
Le Serin cini  (Serinus serinus) est une espèce d'oiseaux de la famille des Fringillidae. C'est une espèce largement répandue en Europe, proche du Serin des Canaries.

## Description
Le Serin cini est le plus petit représentant de la famille des fringillidés(parmi les espèces les plus communes) puisqu'il mesure environ 11,5 cm de longueur.
Outre sa petite taille, ce passereau d’humble apparence se distingue par sa silhouette plutôt ronde et son bec très court, de forme conique.
Le mâle a la tête et la poitrine d’un jaune vif avec des reflets verdâtres, de même que le croupion. Ses joues sont vert olive. Le dos et les ailes gris-vert sont rayés de stries sombres tout comme le ventre qui est de teinte plus claire. À l’automne son plumage perd toutefois en éclat, le jaune de la face et du poitrail s’atténue jusqu’à disparaître complètement.
La femelle est à peu près similaire, mais plus terne et plus nettement striée.
Les jeunes ont une robe brunâtre et rayée qui ne présente aucune caractéristique susceptible d’attirer l’attention, et sont de ce fait plus difficiles à identifier.
Les yeux sont marron foncé et les pattes gris foncé.

## Répartition et habitat

habitat permanent (et hivernage)
zones d'hivernage
habitat d'été, uniquement

### Répartition
Ce petit passereau discret s'est révélé être un conquérant, au cours du XXe siècle.
L'espèce a en effet connu une expansion remarquable : jadis confinée au sud de l’Europe (en France, jusque dans le Dauphiné), elle a progressivement conquis le reste du continent et n'est absente que de la Scandinavie. Elle reste néanmoins plus abondante dans les régions méridionales.
Elle est également présente dans une partie de l'Afrique du Nord et de l'Asie mineure.
Le Serin cini est sédentaire dans le bassin méditerranéen et ses îles : Afrique du nord-ouest, Espagne, Portugal, France (toute une large zone côtière), Italie, toute la bande côtière de la Yougoslavie, Albanie, Grèce et Turquie (côte ouest et sud). Il est nicheur et estivant dans tout le reste de l’Europe jusqu’en Lituanie au nord et en Ukraine au sud, et dans le centre et le nord de la Turquie. Quelques poches de présence sont situées légèrement au-delà. Cet oiseau hiverne sur la frange côtière de l’est de l’Afrique du Nord (des environs de Misurata en Libye jusqu’au nord de la Syrie).

### Habitat
Il vit surtout dans les villages et les villes, aimant la proximité des installations humaines, où les boqueteaux, les jardins et les parcs, les cimetières et les vergers lui offrent un habitat apprécié.
Dans les régions méridionales, où il abonde le plus, il est l’hôte des oliveraies, des clairières, du maquis et des broussailles. Là on l’entend chanter du levant au couchant dans les pinèdes et les massifs de chênes verts ou les allées de cyprès.

### Expansion de l’espèce

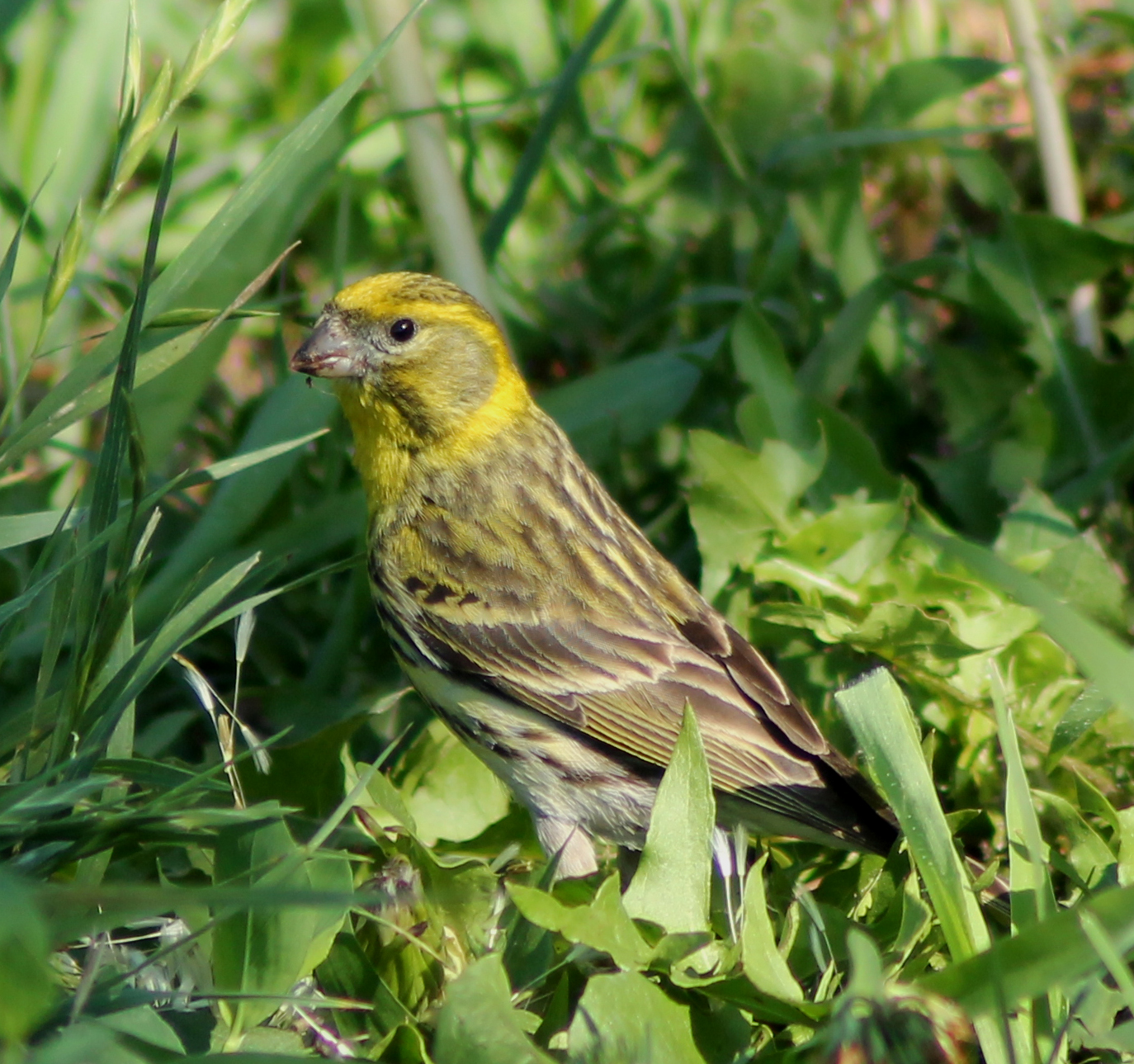
Mâle

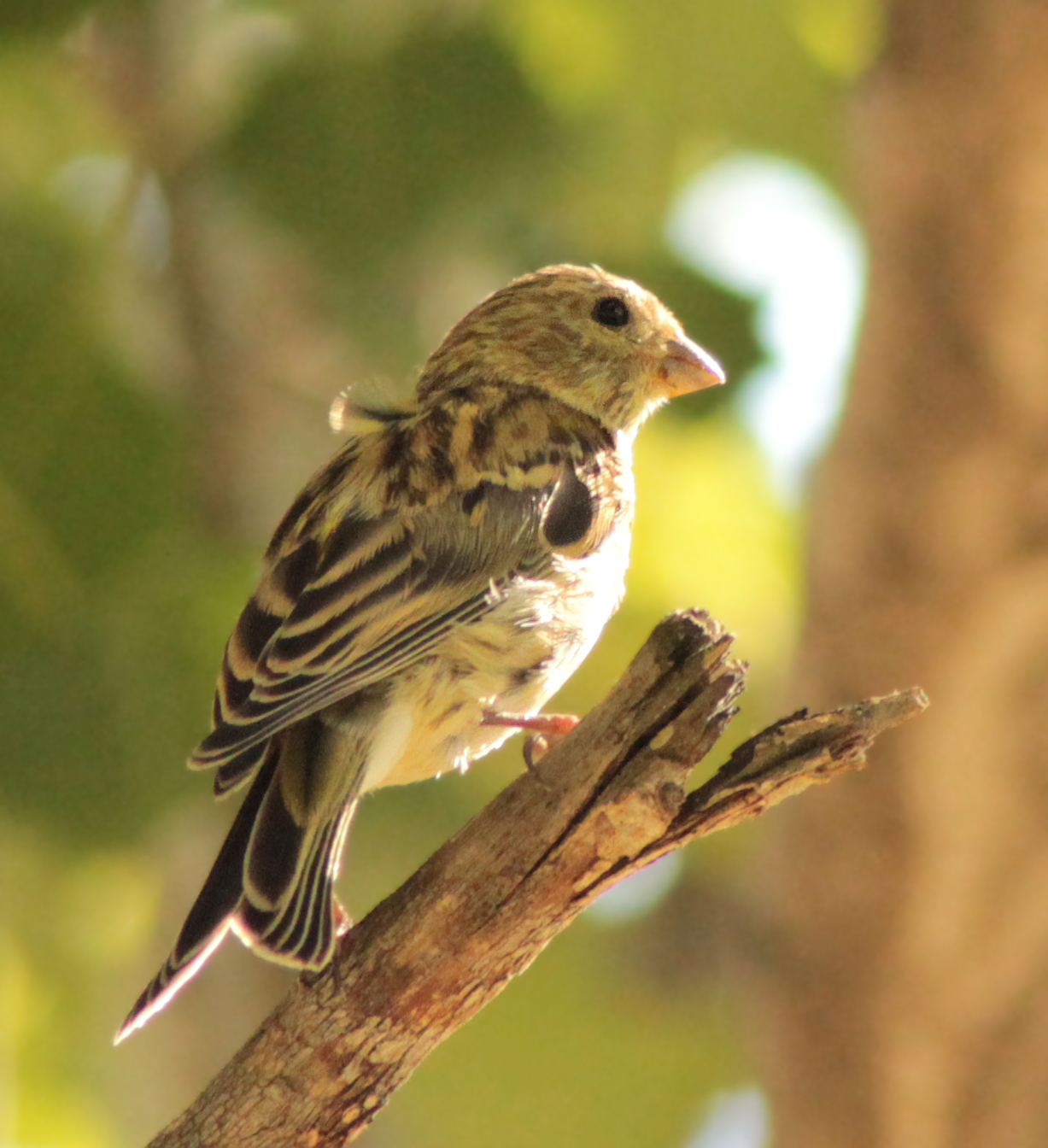
Femelle

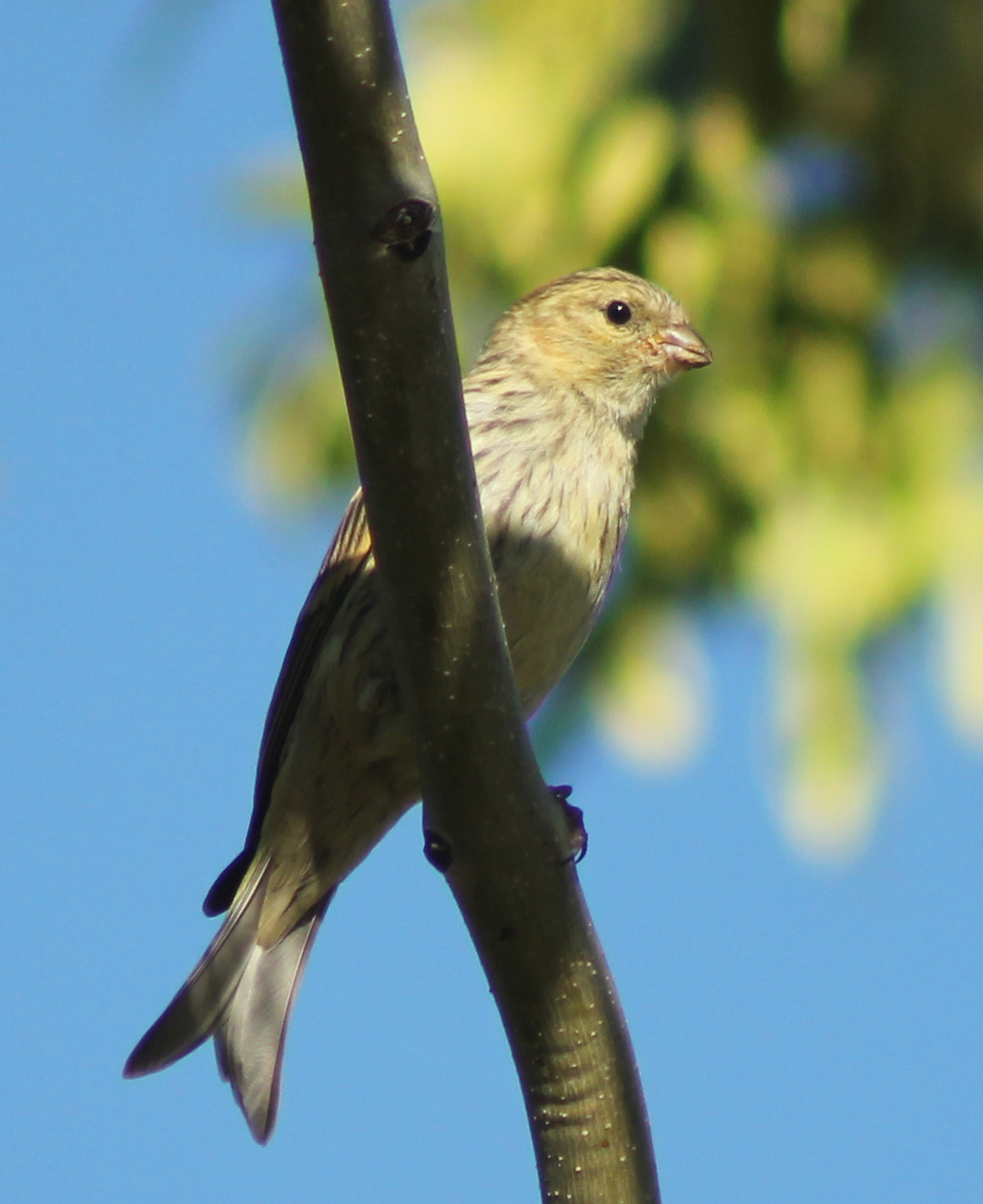
Jeune

Originaire du bassin méditerranéen, de Corse et de la vallée du Rhône, le serin cini a commencé à se répandre vers le nord dans les années 1850. Il atteint les régions parisienne et nantaise dans les années 1860 puis on le dit nicheur de l’ensemble de la France sauf la Bretagne, la Mayenne, la Normandie et le territoire situé au nord de la Somme. Dans les années 1950-1960, il s’implante en Bretagne et en Normandie puis, dans les années 1970-1980, l’ensemble de la France est occupé. Il est signalé nicheur pour la première fois aux Pays-Bas en 1922, dans le nord de l’Allemagne en 1931, en Lituanie en 1938, dans le sud de la Suède en 1942 et dans les îles danoises en 1948. Il investit l’Angleterre en 1967. À cette extension septentrionale se superpose une expansion orientale qui atteint actuellement l’est de l’Ukraine, l’ouest de la Russie, Chypre et la Turquie. Malgré cette progression spectaculaire, tant dans la répartition que dans les effectifs, le serin cini a gardé des traces de ses origines car il a une densité beaucoup plus forte dans les contrées méridionales.
Plusieurs hypothèses ont été avancées pour tenter d’expliquer ce phénomène : une mutation génétique favorisant l’espèce sur le plan de la mobilité, l’extension des cultures maraîchères, l’ouverture des milieux forestiers, un réchauffement progressif du climat des régions colonisées ou sa propension à l’anthropophilie. Selon Ottaviani (2011), il semble bien que l’espèce a su tirer profit surtout de la mise en culture des terres et du développement des espaces verts urbains.

## Chant
Le chant du mâle consiste en de longs trilles « Sisisisi » sur des notes aigües s’enchaînant alertement, espacés de brefs silences, émis d’un endroit élevé.
Au printemps, le mâle se distingue par son vol démonstratif, chaloupé et majestueux qu’il effectue au-dessus des cimes des arbres en chantant à tue-tête.

## Écologie et comportement

### Comportement
Il est paisible, sociable et peu farouche. Assez mobile et actif, le cini aime flâner en petites troupes à l’instar des autres fringillidés : pinsons, linottes, verdiers, chardonnerets, auxquels il se joint volontiers.

### Alimentation
Il se nourrit le plus souvent à terre, picorant de menues graines d’herbes sauvages telles que plantain, séneçon, mouron et diverses graminées qu’il recueille en se faufilant parmi les herbes folles, au bord des chemins, dans les jachères, les gazons un peu sauvages, les foins et les vignes.
Dans les potagers, il se régale bien volontiers des graines des laitues et des plantes maraîchères (radis, navets…). Les petites semences d’arbres comme celles des bouleaux et des aulnes, ou quelquefois des conifères lui procurent une pitance d’appoint.
Presque exclusivement granivore, il complète toutefois son menu d’un peu de verdure et de quelques chenilles consommées à l’occasion.

### Reproduction

#### Parade nuptiale
Posté bien en vue sur un perchoir surélevé, souvent au voisinage des habitations (cime d’arbre, antenne ou fil téléphonique), le mâle débite ses longs trilles aigus et métalliques, les ailes abaissées et la queue relevée, tout en faisant vibrer ses ailes et en se contorsionnant de droite à gauche. Puis il prend son essor et continue à chanter à gorge déployée dans les airs au cours d’un vol nuptial nerveux et typiquement papillonnant, décrivant des courbes et comportant parfois aussi des acrobaties aériennes puis il regagne son perchoir pour finir sa strophe. Grâce à son chant très vif et son vol nuptial démonstratif, dissuasif pour tous les congénères du même sexe, le mâle défend son territoire (environ un hectare) avec beaucoup d’ardeur. On peut parfois observer un combat aérien entre deux mâles. Enfin, il exerce sur la femelle une étroite surveillance lors de la construction du nid en l’escortant lors de ses allées et venues puis il reprend son poste de chant et de guet.

#### Nidification

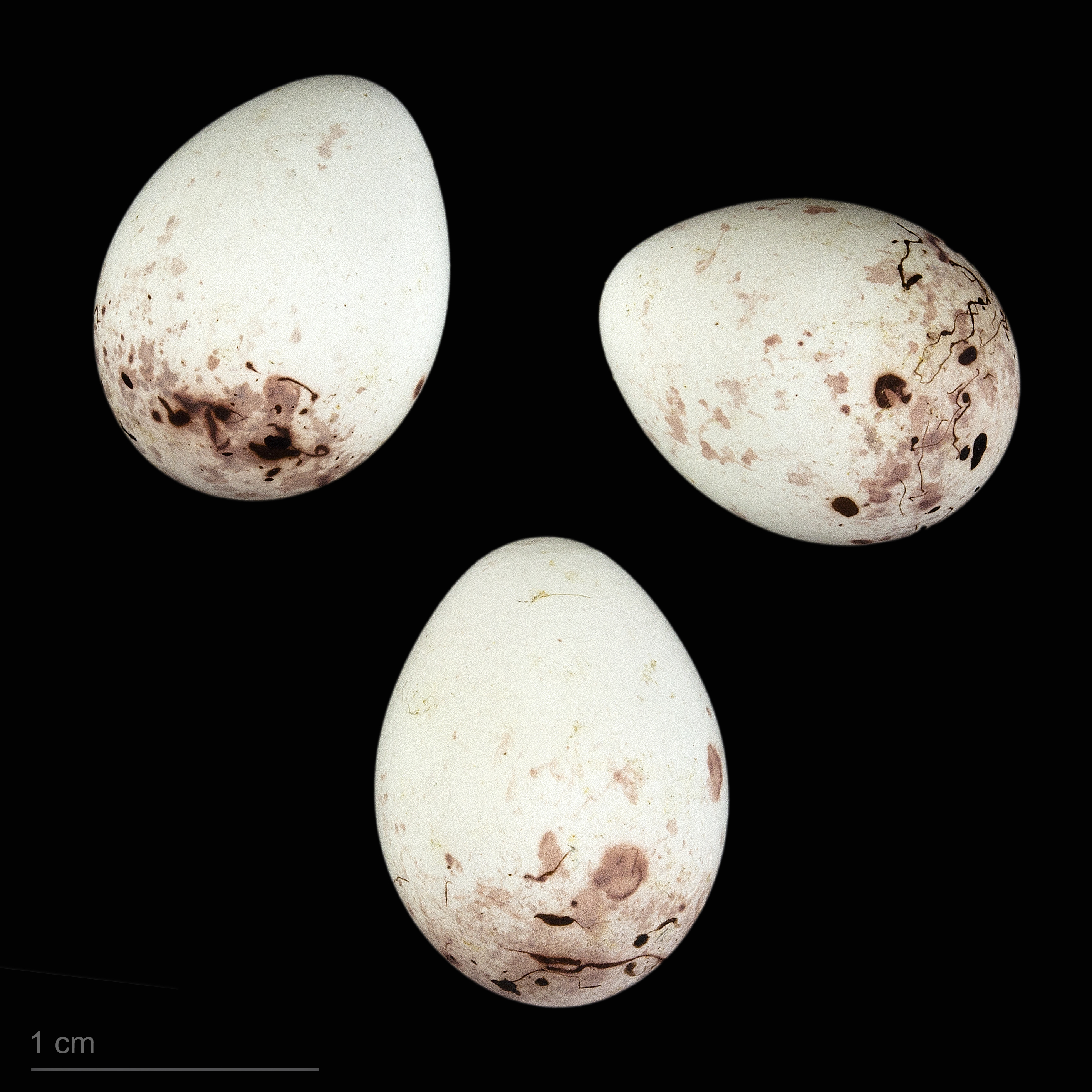
Oeufs de Serinus serinus - Muséum de Toulouse

Au printemps, l’oiseau perd de sa sociabilité. Son instinct territorial devient alors très fort, le mâle défend un territoire d’environ un hectare. Il repousse fermement les intrus et exerce sur la femelle une surveillance étroite lors de la construction du nid qu’elle élabore seule, avec soin, en à peine six jours.
Le nid est un minuscule berceau composé de mousse, lichens, brindilles, herbes et radicelles assemblés avec des toiles d’araignées et de petites plumes. L’intérieur en est garni de matériaux plus doux. Il se trouve généralement bien dissimulé dans un buisson ou un arbre au feuillage dense, sur l’extrémité d’une branche, à faible hauteur.
La femelle y dépose trois ou quatre œufs bleu-pâle, parfois cinq, qu’elle couve pendant un peu moins de deux semaines. Le mâle la ravitaille durant cette période.
Les parents nourrissent leur progéniture pendant deux semaines. Le régime consiste essentiellement en graines toutes petites et est complété de quelques insectes.
Deux ou trois couvées se succèdent au cours de la belle saison.

### Migration
À l’automne, le Serin cini redevient grégaire. Les individus forment de petites troupes de migrateurs se dirigeant vers le sud pour hiverner dans les régions méditerranéennes jusqu’en Afrique du Nord. Leur retour a lieu d’ordinaire à la mi-mars.
Le Serin cini est sédentaire dans le Midi et parfois aussi dans les régions plus au nord quand l’hiver est clément.
Ottaviani (2011) observe que le serin cini descend moins loin vers le sud lors d’hivers cléments, ce qui suggère, si le réchauffement climatique global se confirme, qu’il sera peut-être sédentaire dans des régions situées plus au nord.

## Menace
L'Union internationale pour la conservation de la nature classe le serin cini comme préoccupation mineure. En Wallonie, l’espèce est classée en catégorie CR (en danger critique) dans la liste rouge des espèces menacées.

## Galerie

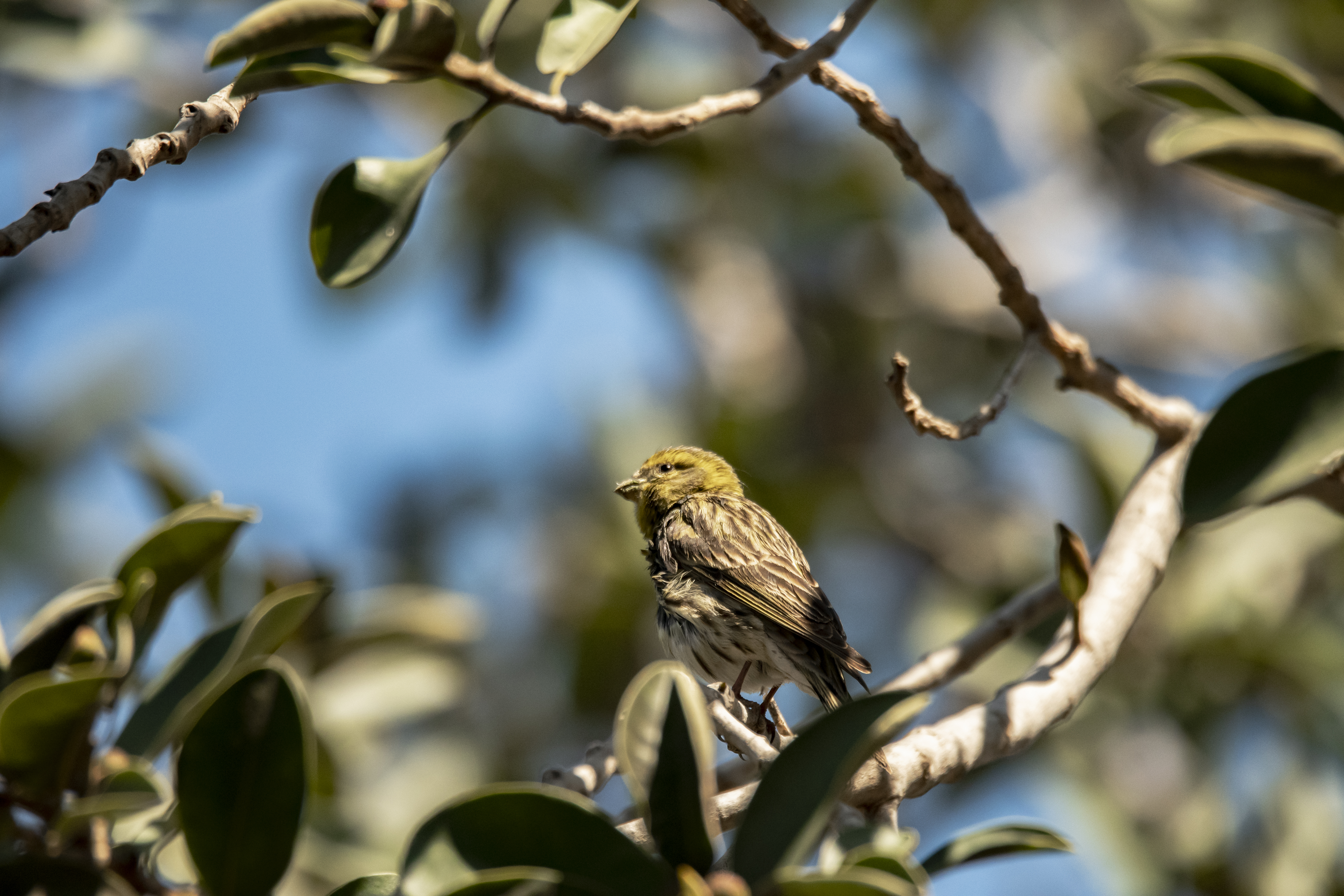
Serin cini (Serinus serinus),Tunisie
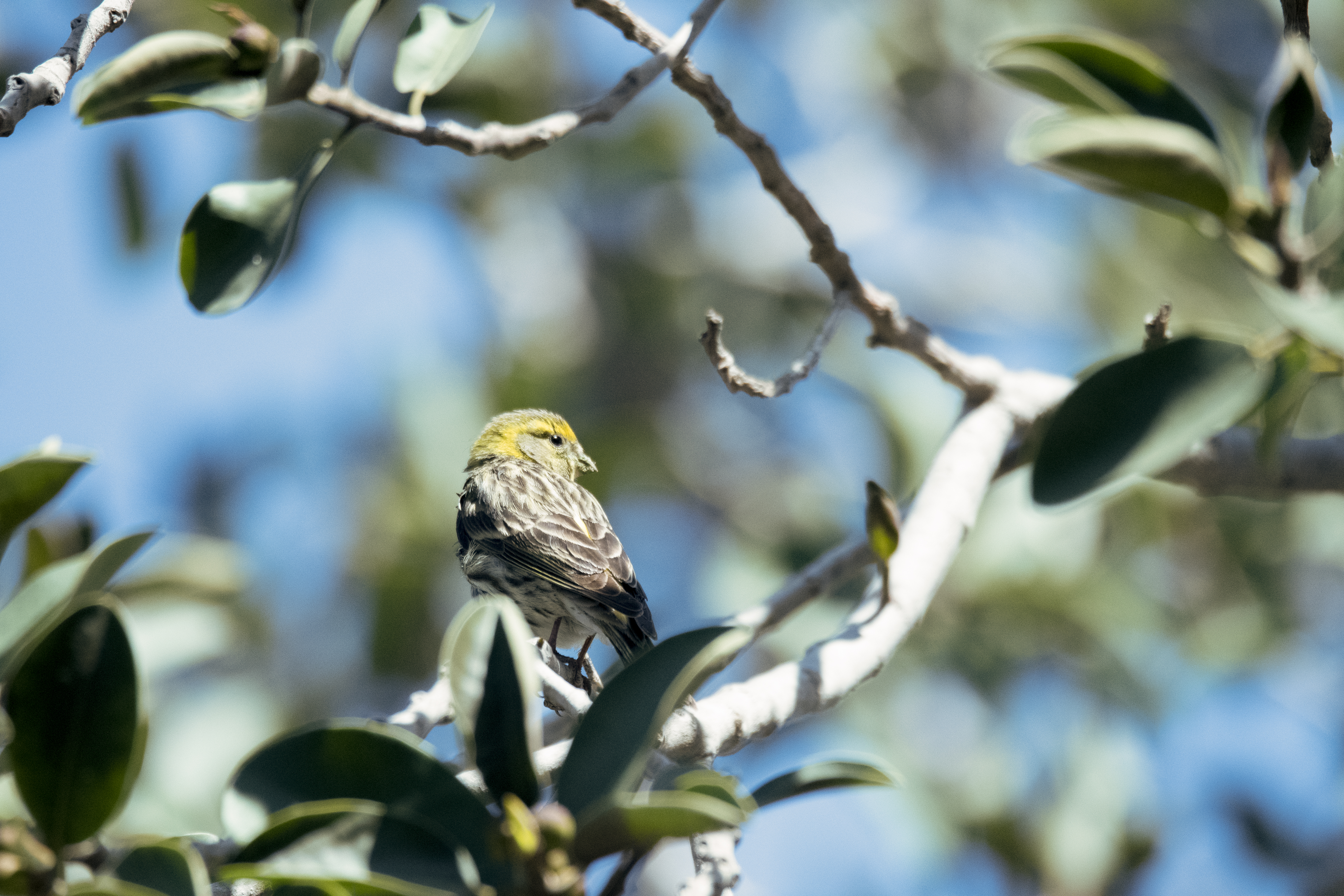
Serin cini (Serinus serinus),Tunisie
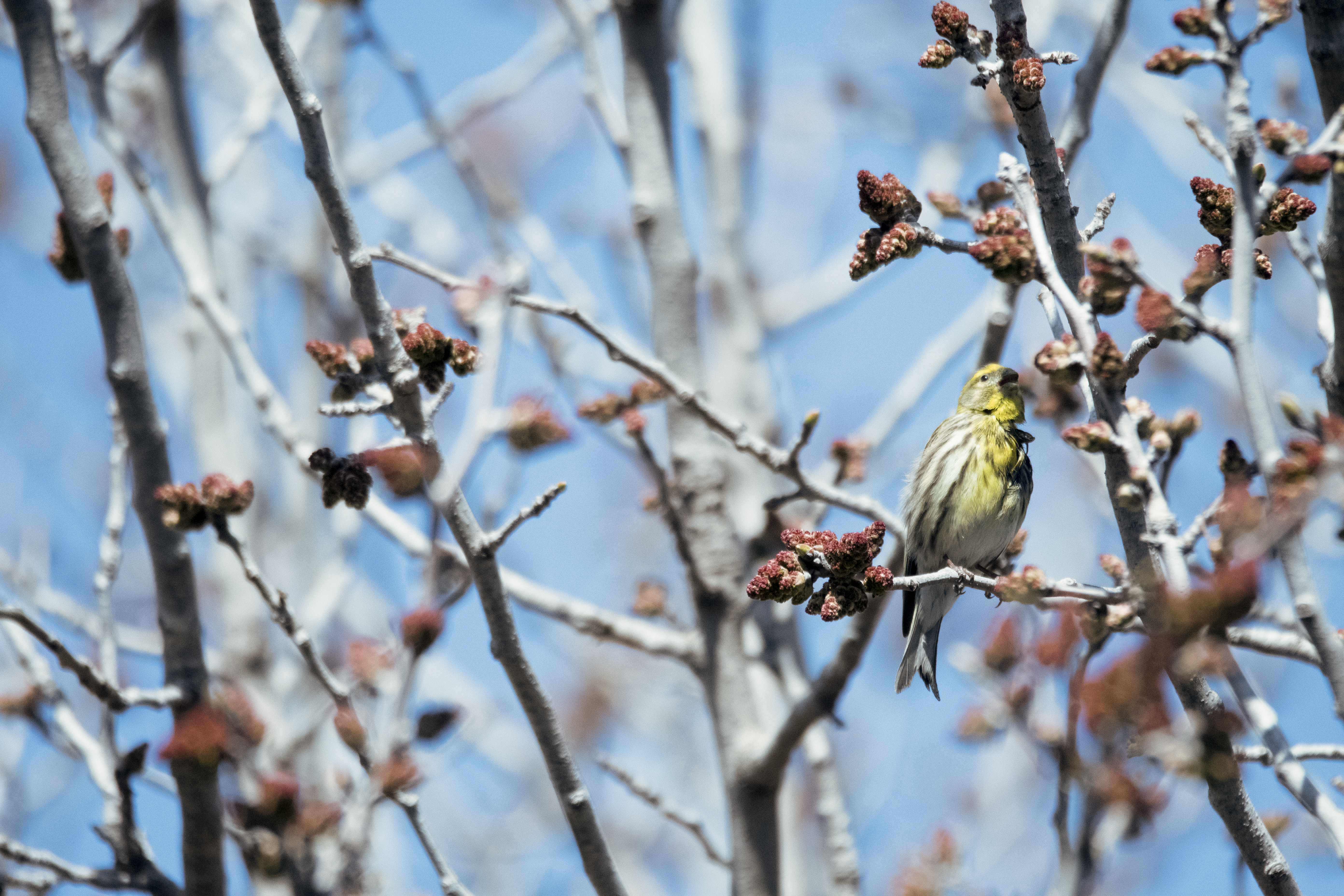
Serin cini (Serinus serinus),Tunisie
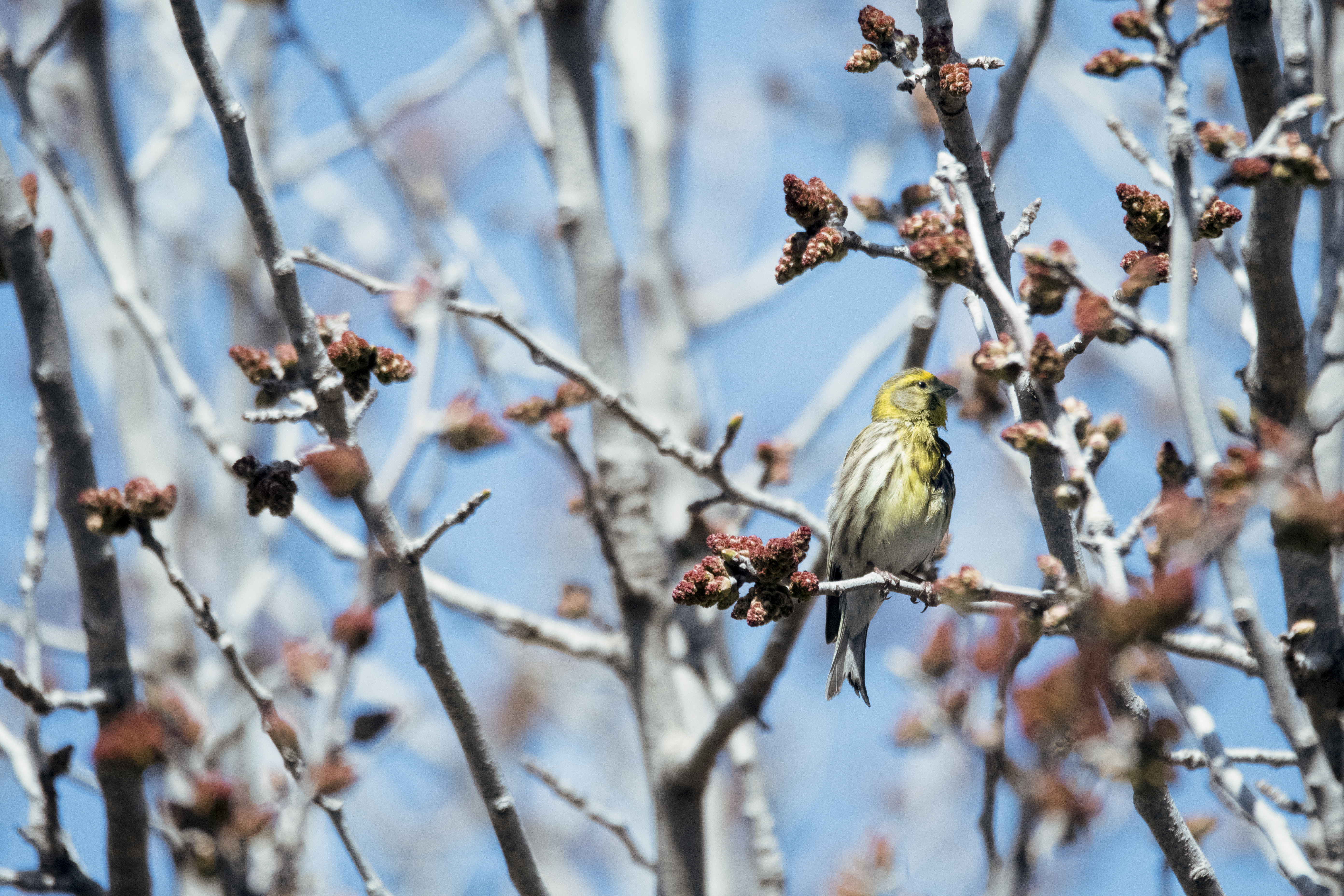
Serin cini (Serinus serinus),Tunisie